# Frank Dehmer
Frank Dehmer (* 1973 in Geislingen an der Steige) ist ein parteiloser Politiker. Von 2014 bis 2025 war er Oberbürgermeister von Geislingen an der Steige.

## Leben
Nach dem Abitur am Geislinger Wirtschaftsgymnasium absolvierte er an der heutigen Dualen Hochschule Baden-Württemberg Ravensburg ein betriebswirtschaftliches Studium mit den Schwerpunktfächern Tourismus, Hotel- und Gastronomiemanagement mit dem Abschluss Diplom-Betriebswirt (BA). Vor seiner Amtszeit als Oberbürgermeister leitete er zehn Jahre lang in Göppingen das städtische Referat für Hallen, Märkte, Stadtmarketing und Tourismus mit 25 Mitarbeitern. Am 29. Juni 2014 wurde er mit 54,2 Prozent der Stimmen zum Oberbürgermeister seiner Heimatstadt Geislingen gewählt. Er folgte Wolfgang Amann nach. Am 26. Juni 2022 wurde er mit 58,3 Prozent der Stimmen für eine zweite Amtszeit wiedergewählt. Zum 30. Juni 2025 legte er sein Amt nieder. Ihm folgte Ignazio Ceffalia nach.

## Privates
Dehmer ist römisch-katholisch, verheiratet und Vater von zwei Kindern.